# تير كلا (دشت سر)
تير كلا (بالفارسية: تیرکلا) هي قرية تقع في إيران في قسم دشت سر الريفي. يقدر عدد سكانها بـ 414 نسمة بحسب إحصاء 2016.